# Incontri internazionali di rugby a 15 di fine anno 1977
Nel rugby a 15 è tradizione che a fine anno (ottobre-dicembre) si disputino una serie di incontri internazionali che gli europei chiamano "Autumn International"  e gli appassionati dell'emisfero sud "Springtime tour". In particolare le nazionali dell'emisfero Sud si recano in tour in Europa.
Nel 1977 l'attività è ridotta con il solo tour della Nuova Zelanda in Francia ed Italia e degli USA in Inghilterra
- USA In Inghilterra: pesante sconfitta per gli USA in un test (ufficioso per gli inglesi)

| Londra 15 ottobre 1977 | Inghilterra XV | 37 – 11 | Stati Uniti | Twickenham |

- Nuova Zelanda in Italia e Francia: nel 1977 gli All Blacks si recano in tour in Francia con un match di preparazione in Italia. Nei test match ufficiali con la Francia otterranno una vittoria e una sconfitta.

| Tolosa 11 novembre 1977 | Francia | 18 – 13 | Nuova Zelanda |  |

| Parigi 19 novembre 1977 | Francia | 3 – 15 | Nuova Zelanda | Parco dei Principi |